# کارلو سیمونسکی
کارلو سیمونسکی (ایتالیایی: Carlo Simoneschi؛ ‏ ۲۵ سپتامبر ۱۸۷۸ – ۴ ژانویهٔ ۱۹۴۳) بازیگر و کارگردان فیلم اهل ایتالیا بود.
از فیلم‌ها یا مجموعه‌های تلویزیونی که وی در آن‌ها نقش داشته است، می‌توان به فروشگاه بزرگ اشاره نمود.